# Édgar Vivar
Édgar Vivar (Mexico, 28 décembre 1948) est un acteur mexicain. Il est surtout connu pour avoir interprété le rôle du « señor Barriga » dans la série humoristique El Chavo del Ocho.

## Biographie
Élève du Centro Universitario de Teatro, il a commencé sa carrière d'acteur en 1964. Il a également fait des études et a obtenu un diplôme en Dentisterie à l'Universidad Autónoma de México. En 1970, alors qu'il travaillait comme dentiste, il fut le second acteur (après Florinda Meza) que Chespirito embaucha pour son programme El Chavo del Ocho et ses autres séries humoristiques télévisées.
Édgar Vivar interpréta 3 personnages principaux : el Señor Barriga, Ñoño (fils du Señor Barriga) et el caquito Botija.
Il a également joué le rôle de Monsieur Pedro dans la série Frijolito diffusée en 2005 sur Telemundo.